# Dzimtā valoda
«Dzimtā valoda» (с латыш. — «Родной язык») — рок-баллада на латышском языке, написанная группой «Ливы» в 1986 году. Автор музыки — лидер группы Айнарс Вирга, автор текста — молдавский писатель Григоре Виеру (перевод Иманта Зиедониса).
Является одной из самых известных в Латвии рок-композиций. Согласно опросам радиослушателей, заняла первое место на республиканском музыкальном конкурсе «Микрофон-86» и второе место среди всех песен Латвии, написанных до 2018 года.

## История создания
Стихотворение Григоре Виеру «În limba ta» (с молдав. — «На своём языке») было написано не ранее 1968 года и впервые опубликовано в сборнике разных авторов «Cartea poeziei’70» («Книга стихов’70»), изданном в 1970 году в Кишинёве. В 1978 году стихотворение вошло в сборник автора «Steaua de vineri» (дословно «Звезда пятницы», на русском языке упоминается как «Путеводная звезда»), выпущенном в румынском городе Яссы, а впоследствии также и в другие сборники.
Стихотворение Григоре Виеру было замечено латышским поэтом и переводчиком Имантом Зиедонисом. Перевод И. Зиедониса был опубликован в сборнике «Māte» («Мать»), выпущенном рижским издательством «Liesma» в 1984 году.
В 1985 году лидером латвийской группы «Ливы» стал Айнарс Вирга, решивший придать группе новое звучание в стиле хард-рока. На одной из репетиций он представил свою инструментальную композицию, к которой стали искать подходящий латышский текст. Вокалист Янис Гродумс, исполнявший песню, позже вспоминал, что именно он принёс Вирге книгу переводов Зиедониса со стихотворением «Dzimtā valoda». С этим текстом песня вошла в новую программу группы, представленную весной 1986 года, и получила небывалую поддержку слушателей, воспринимавших её как своего рода гимн латышскому языку.
В то же время песня была подвергнута и критике. «Ливам» ставили в вину недопустимое сочетание тонкой темы родного языка с тяжёлым роком, а также подражание группе «Scorpions», особенно использование музыкальной цитаты из «Still Loving You» в гитарном соло.

## Участие в конкурсе «Микрофон-86»
Участники группы предложили свою рок-балладу на конкурс эстрадной песни «Микрофон-86» и были приятно удивлены, что им не отказали (никогда ранее хард-рок на «Микрофоне» не звучал). По результатам опросов радиослушателей, «тяжёлая» и к тому же «националистическая» песня сенсационно стала лучшей песней года. Это вызвало беспокойство в ЦК КП Латвии, однако, ввиду начавшейся «перестройки», запрещать песню или подтасовывать результаты голосования в итоге не стали. Тем не менее, организаторам конкурса пришлось оправдываться и за «националистический» текст, и за «каркающий» вокал Гродумса. Ситуацию в значительной мере помог разрешить советский идеологический принцип дружбы народов, поскольку автором текста был молдавский поэт. По приглашению оргкомитета, Григоре Виеру приехал на заключительный концерт, тепло приветствовал рок-группу и пригласил «Ливов» на свой авторский вечер в Молдавию.
К ежегодному заключительному концерту песню было рекомендовано перезаписать, «исправив», то есть сделав её звучание более мягким, однако на концерте всё же прозвучал первоначальный вариант. В этом же исполнении «Dzimtā valoda» включена в диск-гигант с песнями «Микрофона-86», выпущенный Всесоюзной фирмой грамзаписи «Мелодия» в 1987 году. В 1994 году та же запись вошла в альбом «Ливов» «Karogi», а в 2007 году — в сборник патриотических латвийских песен «Tautas laiks». «Dzimtā valoda» в записи 1986 года по-прежнему звучит в эфире латвийских радиостанций.

## Дальнейшая судьба песни
В 2003 году «Dzimtā valoda» прозвучала на XXIII Празднике песни на рижском стадионе «Сконто», в исполнении группы «Ливы» и сводного молодёжного хора. После смерти Яниса Гродумса (2010) «Dzimtā valoda» была образно названа «памятником» этому музыканту.
В 2011 году на латвийском телеканале TV3 было организовано шоу «Mūsu zelta dziesma» (с латыш. — «Наша золотая песня»), где молодые латвийские певцы исполняли самые популярные песни прошлых лет. По результатам голосования телезрителей, «золотой песней Латвии» была признана «Dzimtā valoda», которую в рамках шоу исполнил Андрис Эрглис. Позднее появилась инструментальная кавер-версия в исполнении группы «Melo-M» и оркестра виолончелистов.
В 2018 году «Dzimtā valoda» заняла второе место среди лучших латышских песен всех времён согласно опросу, проведённому Radio SWH к 100-летию Латвийской Республики.

## Текст песни
| Оригинал (на молдавском языке) În aceeaşi limbă Toată lumea plânge, În aceeaşi limbă Râde un pământ. Ci doar în limba ta Durerea poţi s-o mângâi, Iar bucuria S-o preschimbi în cânt. În limba ta Ţi-e dor de mama Şi vinul e mai vin, Şi prânzul e mai prânz. Şi doar în limba ta Poţi râde singur, Şi doar în limba ta Te poţi opri din plâns. Iar când nu poţi Nici plânge şi nici râde, Când nu poţi mângâia Şi nici cânta, Cu-al tău pământ, Cu cerul tău în faţă, Tu taci atunce Tot în limba ta. |  | Дословный перевод на русский На одном и том же языке Плачет весь мир, На одном и том же языке Смеётся вся земля. Но только на своём языке Ты можешь успокоить боль И радость Превратить в песню. На своём языке Ты скучаешь по маме, Вино — это вино, И обед — это обед. И только на своём языке Ты можешь смеяться в одиночестве, И только на своём языке Ты можешь перестать плакать. А когда ты не можешь Ни плакать, ни смеяться, Когда ты не можешь утешиться И не можешь петь, Вместе со своей землёй, Глядя в своё небо, Ты молчишь тогда Также на своём языке. |  | Перевод И. Зиедониса Vienā valodā Raud visi ļaudis, Vienā valodā, Valodā tie smej. Tikai dzimtā valoda Dzēš sāpes, Prieku, dziesmas dod, Atdod pasaulei! Dzimtā valoda Ir māte, māte, Dzimtā valodā Vīns vēl saldāks, Dzimtā valodā Pasmejies pie sevis pats! Kad tu nespēsi Ne dziedāt, ne raudāt, Kad tu nespēsi Vairs it nekā — Ar debesīm, Zemi tu klusēsi, Tas būs tavā Dzimtā valodā. |